# Dejan Musli
Dejan Musli (serbisch-kyrillisch Дејан Мусли; * 3. Januar 1991 in Prizren, Kosovo und Metochien) ist ein serbischer Basketballspieler. Der zweifache Jugend-Europameister kehrte 2012 nach zwei Jahren in Spanien zunächst in seine Heimat zurück, wo er mit KK Partizan zweimal serbischer Meister und 2013 auch Sieger der supranationalen Adriatischen Basketballliga (ABA-Liga) wurde. Zur Saison 2015/16 ging Musli in die spanische Liga ACB zu Bàsquet Manresa zurück. In den folgenden Spielzeiten lief er für Unicaja Málaga auf und gewann den EuroCup 2016/17. Im Dezember 2017 verpflichtete der deutsche Meister Brose Bamberg den Serben und stattete ihn mit einem Vertrag bis Saisonende aus.

## Karriere
Musli gehörte der erfolgreichen Jugendmannschaft der Belgrader Talentschmiede von KK FMP Železnik an, die zweimal 2008 und 2009 das Next Generation Tournament der Euroleague gewinnen konnte. Bei diesen beiden Titelgewinnen wurde Musli als Most Valuable Player (MVP) dieses Nachwuchswettbewerbs ausgezeichnet. Im folgenden Sommer 2009 gewann Musli mit der serbischen Jugendauswahl auch die U18-Europameisterschafts-Endrunde, nachdem diese Auswahl zwei Jahre zuvor bereits den Titel des U16-Europameisters 2007 errungen hatte. Musli gehörte 2009 als einziger Spieler des Titelgewinners dem „All-Tournament-Team“ der fünf besten Turnierspieler an, musste im Unterschied zu 2007, als er noch MVP des Turniers geworden war, aber 2009 den Titel des MVP an Enes Kanter vom Bronzemedaillengewinner Türkei abgeben. Als 18-Jähriger unterschrieb Musli seinen ersten professionellen Vertrag bei KK FMP, für die er neben der serbischen Liga, in der man 2009 das Play-off-Halbfinale um die Meisterschaft verlor, auch in der supranationalen ABA-Liga spielte, in der man nach dem achten Platz 2009 in der Saison 2009/10 jedoch nur Zwölfter wurde. Seinen einzigen Sieg in der Vorrunde des internationalen Vereinswettbewerbs Eurocup 2008/09 erzielte KK FMP gegen den deutschen Vertreter Artland Dragons beim 93:65-Heimerfolg. Nachdem KK FMP auch das nationale Pokalfinale 2010 gegen Serienmeister KK Partizan verloren hatte, wechselte Musli im Sommer 2010 nach Spanien zum europäischen Spitzenklub Caja Laboral aus Vitoria-Gasteiz, der über einen ständigen Startplatz im höchsten europäischen Vereinswettbewerb Euroleague verfügt.
In der erstklassig besetzten Mannschaft aus dem Baskenland kam Musli jedoch nur wenigen Spielanteilen, in der Euroleague 2010/11 beispielsweise nur zu zwei Kurzeinsätzen, bei denen er einen Tag vor Weihnachten 2010 seinen ersten und vorerst einzigen Punkt in diesem Wettbewerb mit einem Freiwurf beim Heimsieg gegen den serbischen Meister KK Partizan erzielte. Sechs Wochen später wurde Musli an den italienischen Erstligisten Fabi Shoes Sutor aus Montegranaro ausgeliehen, der Musli jedoch bereits kurze Zeit später ohne Einsatz wieder zurückschickte. Zu Anfang der folgenden Saison versuchte der baskische Verein, Musli mit einer Ausleihe zum Ligakonkurrenten aus Fuenlabrada mehr Spielzeit zu verschaffen, doch auch dieser verzichtete nach vier Wochen auf die weiteren Dienste von Musli. Schließlich schickte Caja Laboral im März 2012 Musli in seine serbische Heimat zum KK Mega in die Hauptstadt Belgrad und beendete anschließend am Saisonende den Fünfjahresvertrag vorzeitig. Mega verpasste als Sechster der serbischen Hauptrunde den Einzug in die Play-offs um die Meisterschaft. Nach der Auflösung seines bisherigen Vertrages wurde Musli zur neuen Saison vom Lokalrivalen und Serienmeister KK Partizan unter Vertrag genommen, bei dem er nun auch mehr Einsätze mit höheren Spielanteilen in der Euroleague erhielt. Unter Trainer-Rückkehrer Duško Vujošević verlor eine verjüngte Belgrader Mannschaft das entscheidende letzte Gruppenspiel um den Einzug in die Zwischenrunde der Euroleague 2012/13 erst nach Verlängerung gegen den deutschen Meister Brose Baskets. Eine Saison später machte es Partizan besser und erreichte die nunmehr erweiterte Zwischenrunde der 16 besten Mannschaften der Euroleague 2013/14, in der man sich dann aber mit vier Siegen in 14 Spielen begnügen musste. In der Saison 2012/13 hatte Partizan bis auf den Pokalwettbewerb, der gegen den wieder erstarkten Lokalrivalen KK Roter Stern Belgrad im Finale verloren ging, noch seine Titel in serbischer Meisterschaft und supranationaler ABA-Liga 2012/13 verteidigen können; in der Saison 2013/14 gelang schließlich nur noch die Titelverteidigung in der serbischen Meisterschaft dank eines furios aufspielenden Bogdan Bogdanović. Die Halbfinalniederlage in der ABA-Liga 2013/14 bedeutete jedoch auch, dass Partizan in der folgenden Saison nicht mehr in der Euroleague spielte.
Zur folgenden Saison 2014/15 wechselte daher auch Bogdanović wie viele andere talentierte Partizan-Spieler zuvor ins Ausland. Der finanziell klamme Verein konnte diesen personellen Aderlass nicht mehr wie zuvor kompensieren und schied schließlich auch im Eurocup 2014/15 nach nur drei Siegen in zehn Spielen bereits nach der Vorrunde aus. Wegen ausstehender Gehaltszahlungen überwarf sich Musli mit seinem Verein und wechselte zum Jahresende zurück zum Lokalrivalen Mega, der mit neuem Namenssponsor nun als Mega Leks firmierte. Bei ihrer zweiten Teilnahme in der ABA-Liga erreichte die Mannschaft von Mega in der ABA-Liga 2014/15 einen zehnten Platz. In der serbischen Meisterschaft konnte man sich zwar auf dem vierten Platz eine erneute Teilnahme an der ABA-Liga sichern, verlor aber die Play-off-Halbfinalserie gegen den neuen Titelgewinner Roter Stern. Zur folgenden Saison 2015/16 startete Musli einen neuen Versuch in der spanischen Liga ACB und unterschrieb einen Vertrieb beim katalanischen Verein aus Manresa, der die beiden Saisons zuvor jedoch sportlich Abstiegsplätze belegt und nur durch fehlende Aufsteiger die Klasse gehalten hatte. Entgegen seiner Erfahrungen in seinen ersten anderthalb Auslandsjahren in 2010 und 2011 konnte Musli auf Anhieb zunächst überzeugen und wurde auf Basis seiner Effektivität im ersten Monat der ACB-Saison 2015/16 MVP als wertvollster Spieler des Monats Oktober 2015 ausgezeichnet.
In der folgenden Spielzeit wechselte Musli zu Unicaja Málaga. Durch den Sieg im Finale des EuroCup 2016/17 gegen den Ligakonkurrenten Valencia Basket Club erlangte Málaga die Teilnahmeberechtigung für die EuroLeague 2017/18.
Im Dezember 2017 verpflichtete der deutsche Meister und EuroLeague-Teilnehmer Brose Bamberg den Serben bis zum Saisonende.